# Earache Records
Earache Records is een op metal georiënteerd platenlabel uit Nottingham, Groot-Brittannië. Inmiddels heeft de platenmaatschappij ook kantoren in de Verenigde Staten.

## Naam
Earache heeft vooral naam gemaakt in de periode 1987-1992 door zich als vernieuwend, gedurfd en pionierend label te manifesteren en extreme metalgenres wereldwijd op de kaart te zetten. De wereldwijde bekendheid van de genres grindcore en deathmetal zijn aan het label te danken, alsmede aan het Amerikaanse (en in Nederland opgerichte) Roadrunner Records en het Britse Peaceville Records.
Het label werd in 1985 door Digby "Dig" Pearson opgericht. De eerste uitgave was een single van de band Heresy. Het allereerste volledige album dat het label uitgaf was het album Return of Martha Splatterhead in 1987 van de groep The Accüsed.
Het eerste album op het label dat wereldwijd bekendheid kreeg, is het album Scum van Napalm Death. Het label kan zich beroepen op het uitgeven in de periode 1987-1992 van wat tegenwoordig als klassiekers in de genres grindcore, deathmetal, industrial metal en hardcore punk worden beschouwd.

## Belangrijke artiesten
Belangrijke artiesten op het Earache-label uit zowel heden als verleden zijn:
| - Adema - Akercocke - Anal Cunt - At the Gates - The Berzerker - Biomechanical - Brutal Truth - Bolt Thrower - Carcass | - Cathedral - Coalesce - Decapitated - Deicide - Dub War - Entombed - Extreme Noise Terror - Godflesh | - Hate Eternal - Heresy - Intense Degree - Linea 77 - Massacre - Misery Loves Co. - Morbid Angel - Mortiis | - Municipal Waste - Naked City - Napalm Death - Sleep - Terrorizer - Ultraviolence - Unseen Terror - Vader |

Portaal · Categorie